# Cryptanthus lutherianus
Cryptanthus lutherianus är en gräsväxtart som beskrevs av Ivón Mercedes Ramírez Morillo. Cryptanthus lutherianus ingår i släktet Cryptanthus, och familjen Bromeliaceae. Inga underarter finns listade i Catalogue of Life.